# C.O.E – Comando de Operações Especiais
C.O.E – Comando de Operações Especiais é um filme brasileiro de gênero ação e crime, escrito e dirigido por Flaviano Oliveira, que estreou em 11 de janeiro de 2024 no UCI Orient Shopping da Bahia, em Salvador.
A trama conta a história de Mineirinho, chefe do tráfico do Morro da Misericórdia, que ficou indignado ao descobrir que as comunidades vizinhas foram afetadas pela degradação de terra ocasionadas pela G.L Mineradora, optando-se por fazer represália na região ao ficar ciente com a chegada do chinês especialista em análise do solo Yang Lim, além de lidar com o Comando de Operações Especiais para cessar o tráfico.
Gravado nos municípios de Salvador e Simões Filho, na Bahia, o filme abordou a atuação das forças especiais em território baiano, assim como valorizou o contexto cultural da região. No elenco, o autor e cineasta Flaviano Oliveira também esteve presente na trama interpretando o tenente Mark Oliveira, e teve como participação em destaque das atrizes Neusa Borges, como Dra. Maria Luisa Seixas, e Narjara Turetta, como Lídia Oliveira.

## Enredo
No Morro da Misericórdia, o chefe do tráfico Mineirinho (Rodrigo Souza) descobriu que as comunidades vizinhas da região foram contaminadas, química e radiotivamente, pela degradação de terra, deixando-o indignado. A empresa responsável pela consequência, G.L Mineradora, é comandada por Dr. Gustavo Lessa (Roberto Short).
Para solucionar o problema, a engenheira química Dra. Maria Luisa Seixas (Neusa Borges) sugeriu ao Dr. Lessa que contratasse a empresa Yang Stay. Com a chegada do chinês Yang Jim (Sérgio dos Santos), especialista em laboratório de análise do solo, ao território brasileiro, Mineirinho ficou ciente da informação e ordenou sequestrá-lo.
Em resposta a presença de Jim no local, o chefe do tráfico fez represália: "não entra e nem sai ninguém da comunidade". A partir desse momento, o C.O.E – Comando de Operações Especiais, liderado por major Dalton Prates (Charleston Alvino) e tenente Mark Oliveira (Flaviano Oliveira), ambos decidiram agir para conter os bandidos na região.

## Elenco
Escritor e cineasta de C.O.E – Comando de Operações Especiais, Flaviano Oliveira marcou presença na trama dando vida ao tenente Mark Oliveira. O filme também contou com a participação especial das atrizes consagradas Neusa Borges e Narjara Turetta, que interpretam as personagens Dra. Maria Luisa Seixas e Lídia Oliveira, respectivamente. No geral, compõem o elenco da longa-metragem:
- Flaviano Oliveira como tenente Mark Oliveira
- Rodrigo Souza como chefe do tráfico Mineirinho
- Roberto Short como Dr. Gustavo Lessa
- Charleston Alvino como major Dalton Prates
- Narjara Turetta como Lídia Oliveira
- Neusa Borges como a engenheira química Dra. Maria Luisa Seixas
- Tonho Matéria como Ruan Santa Cruz
- Adan Nascimento como Bob das Dor
- Sérgio dos Santos como chinês Yang Jim
- Sarah Verônica como jornalista Liliane Oliveira
- Doinha Prata como Melissa
- Cris Guimarães como Juliana

## Produção

### Gravação e roteiro
Produzida pela FO Filmes Produções e filmado no Hotel Ônix, bairro Piatã, em Salvador, e também em Simões Filho, na Bahia, C.O.E – Comando de Operações Especiais é uma produção cinematográfica que redireciona o público para o universo das forças especiais. De acordo com Flaviano Oliveira, autor e cineasta da trama, produzir o roteiro deste filme é como se encarnar no trabalho dos policiais:
A cada momento, antes de começar a escrever, ficava imaginando na vida real a operação do BOP subindo o morro. Então, vinha na minha mente e eu começava a escrever. Assim foi até eu finalizar o roteiro.— Flaviano Oliveira
Além de abordar temáticas sobre preconceito e sustentabilidade, o filme também contribuiu pela valorização do cinema nacional em território baiano, destacando-se pelo desenvolvimento da história no contexto cultural da região. Segundo o músico Tonho Matéria, que também esteve presente na gravação, participar desta trama foi fundamental em torno disso:
É um orgulho fazer parte desse projeto incrível que destaca o talento da nossa terra e da nossa gente. COE é mais que um filme, é uma celebração da cultura e da capacidade cinematográfica da Bahia.— Tonho Matéria
A atriz Narjara Turetta elogiou o período das gravações, fez agradecimentos ao Flaviano Oliveira pela participação na trama e se sentiu acolhida pela população baiana durante sua estadia no bairro de Itapuã.

### Lançamento
Sua primeira exibição no cinema ocorreu em 11 de janeiro de 2024, às 20 horas, no UCI Orient Shopping da Bahia, em Salvador. Posteriormente, o filme também estreou nas telonas de Feira de Santana, pelo Boulevard Shopping, e em Simões Filho, no Shopping Millennium Business.